# Sabelmyra
Sabelmyra (Strongylognathus testaceus) är en art i insektsordningen steklar som tillhör familjen myror. 
Sabelmyran lever som parasit i bon av grästorvmyra. Den liknar också utseendemässigt denna ganska mycket, förutom att den är något mindre än sin värdart och rödbrun i färgen. Ett annat kännetecken för sabelmyran som skiljer den från dess värdart grästorvmyran är de sabelformade käkarna.
Utbredningsområdet omfattar delar av mellersta Europa, från Tyskland i norr och söderut till Pyrenéerna och norra Italien. Österut finns den till Ukraina. Ett fåtal fynd av arten har även gjorts i Sverige, i Småland och på Öland, senast på 1950-talet. I övriga nordiska länder är den inte funnen. Arten är sällsynt i hela sitt utbredningsområde och i Sverige är den betraktad som starkt hotad. 